# Мортань-о-Перш (округ)
Округ Мортань-о-Перш (фр. Arrondissement de Mortagne-au-Perche) — округ у Франції, в департаменті Орн. 2023 року округ об'єднував 151 муніципалітет, населення становило 84 973 особи.
Адміністративний центр (супрефектура) — Мортань-о-Перш.

## Муніципалітети
Список муніципалітетів округу та їхні коди INSEE:
1. Аверн-Сен-Гургон
2. Аппене-су-Беллем (61005)
3. Базош-сюр-Оен (61029)
4. Беллавільє (61037)
5. Беллем (61038)
6. Беллу-ле-Тришар (61041)
7. Бельфорет-ан-Перш (61196)
8. Берд'юї (61043)
9. Бізу (61046)
10. Боесе (61048)
11. Больє (61034)
12. Бонмулен (61053)
13. Боннфуа (61052)
14. Бофе (61032)
15. Бретель (61060)
16. Бретонсель (61061)
17. Валь-о-Перш (61484)
18. Верр'єр (61501)
19. Вільє-су-Мортань (61507)
20. Вімутьє
21. Вітре-су-Легль (61510)
22. Вонуаз (61498)
23. Гасе
24. Герксаль
25. Годіссон (61192)
26. Дам-Марі (61142)
27. Екорсе (61151)
28. Ешоффур
29. Іже (61207)
30. Іре (61208)
31. Камамбер
32. Канапвіль
33. Комбло (61113)
34. Корбон (61118)
35. Круазій
36. Крутт
37. Крюле (61140)
38. Куліме (61121)
39. Кульме
40. Кур-Можі-сюр-Юїн (61050)
41. Куржон (61129)
42. Куржу (61130)
43. Ла-Вантруз (61500)
44. Ла-Гонфрієр
45. Ла-Женевре
46. Ла-Мадлен-Буве (61241)
47. Ла-Меньєр (61277)
48. Ла-Триніте-де-Летьє
49. Ла-Феррієр-о-Дуаян (61162)
50. Ла-Ферте-ан-Уш
51. Ла-Френаї-Фаєль
52. Ла-Шапель-Монліжон (61097)
53. Ла-Шапель-Суеф (61099)
54. Ла-Шапель-В'єль (61100)
55. Ле-Боск-Рену
56. Ле-Женетт (61187)
57. Ле-Маж (61242)
58. Ле-Меній-Берар (61259)
59. Ле-Меній-Віконт
60. Ле-Меню (61274)
61. Ле-Мерлеро
62. Ле-Па-Сен-л'Оме (61323)
63. Ле-Пен-ла-Гаренн (61329)
64. Ле-Ренуар
65. Ле-Сап-Андре
66. Ле-Шампо
67. Л'Егль (61214)
68. Лез-Аспр (61422)
69. Лез-Отьє-дю-Пюї
70. Ліньєр
71. Л'Ом-Шамондо (61206)
72. Лонні-ле-Віллаж (61230)
73. Луазай (61229)
74. Маерю (61244)
75. Мардії
76. Меній-Фроже
77. Меній-Юбер-ан-Ексм
78. Мов-сюр-Юїн (61255)
79. Монгодрі (61286)
80. Мортань-о-Перш (61293)
81. Мулен-ла-Марш (61297)
82. Мутьє-о-Перш (61300)
83. Невіль-сюр-Тук
84. Нонан-ле-Пен
85. Об (61008)
86. Обрі-ле-Панту
87. Огез (61012)
88. Оржер
89. Ориньї-ле-Ру (61319)
90. Парфондваль (61322)
91. Перваншер (61327)
92. Перш-ан-Носе (61309)
93. Планш
94. Поншардон
95. Пувре (61336)
96. Ре (61342)
97. Ревейон (61348)
98. Резанльє
99. Ремалар-ан-Перш (61345)
100. Руавіль
101. Саблон-сюр-Юїн (61116)
102. Сап-ан-Ож
103. Сен-Дені-сюр-Юїн (61381)
104. Сен-Жермен-д'Оне
105. Сен-Жермен-де-Клерфей
106. Сен-Жермен-де-ла-Кудр (61394)
107. Сен-Жермен-де-Мартіньї (61396)
108. Сен-Жермен-де-Груа (61395)
109. Сен-Жуен-де-Блаву (61411)
110. Сен-Ілер-ле-Шатель (61404)
111. Сен-Ілер-сюр-Ерр (61405)
112. Сен-Ілер-сюр-Риль (61406)
113. Сен-Ланжі-ле-Мортань (61414)
114. Сен-Мар-де-Рено (61418)
115. Сен-Мартен-д'Екюбле (61423)
116. Сен-Мартен-де-Пезері (61425)
117. Сен-Мартен-дю-В'є-Беллем (61426)
118. Сен-Мішель-Тюбеф (61432)
119. Сен-Нікола-де-Соммер
120. Сен-П'єрр-де-Лож (61446)
121. Сен-П'єрр-ла-Брюєр (61448)
122. Сен-Семфор'ян-де-Брюєр (61457)
123. Сен-Сір-ла-Розьєр (61379)
124. Сен-Сюльпіс-сюр-Риль (61456)
125. Сен-Фюльжан-дез-Орм (61388)
126. Сент-Акілен-де-Корбйон (61363)
127. Сент-Гобюрж-Сент-Коломб
128. Сент-Евру-де-Монфор
129. Сент-Евру-Нотр-Дам-дю-Буа
130. Сент-Обен-де-Боннваль
131. Сент-Обен-де-Куртраї (61367)
132. Сент-Серонн-ле-Мортань (61373)
133. Сент-Уан-де-Сешерувр (61438)
134. Сент-Уан-сюр-Ітон (61440)
135. Сетон (61079)
136. Сізе-Сент-Обен
137. Соліньї-ла-Трапп (61475)
138. Сюре (61476)
139. Тішвіль
140. Тукетт
141. Турувр-о-Перш (61491)
142. Фе (61159)
143. Фен (61160)
144. Френе-ле-Самсон
145. Шам-О
146. Шампо-сюр-Сарт (61087)
147. Шампозу
148. Шанде (61092)
149. Шарансе (61429)
150. Шемії (61105)
151. Шомон